# Stefan Nowosielski
Stefan Nowosielski (ur. 21 lipca 1907 w Krzeszowicach, zm. 30 kwietnia 1984 w Katowicach) – polski lekkoatleta, płotkarz i skoczek, trzykrotny mistrz Polski.

## Kariera sportowa
Na akademickich mistrzostwach świata w 1930 w Darmstadt zdobył brązowy medal w biegu na 110 metrów przez płotki. Na tych samych zawodach odpadł w eliminacjach skoku w dal.
Zdobył tytuły mistrza Polski w biegu na 110 metrów przez płotki w 1930 i 1931 oraz w skoku w dal w 1931. Siedmiokrotnie był wicemistrzem Polski: na 110 metrów przez płotki w 1934, w sztafecie 4 × 100 metrów w 1928, w skoku w dal w 1924, 1925 i 1926 oraz w trójskoku w latach 1925 i 1928. Zdobył również brązowe medale w 1928 w biegu na 110 m przez płotki i w skoku w dal, a w 1926 i 1932 w trójskoku. Nowosielski był także halowym mistrzem Polski w biegu na 50 metrów przez płotki w 1933. 
W latach 1930–1934 wystąpił w jedenastu meczach reprezentacji Polski (16 startów), odnosząc 4 zwycięstwa indywidualne.
Rekordy życiowe:
- bieg na 100 metrów – 11,1 s (25 września 1935, Jaworzno)
- bieg na 110 metrów przez płotki – 15,1 s (28 września 1932, Wiedeń)
- bieg na 200 metrów przez płotki – 27,4 s (23 września 1934, Katowice)
- skok wzwyż – 1,76 m (25 kwietnia 1926, Częstochowa)
- skok w dal – 6,98 m (1 czerwca 1930, Kraków)
- trójskok – 13,37 m (26 czerwca 1934, Krywałd)

Był zawodnikiem klubów: Cracovii (1922–1932) i Pogoni Katowice (1933–1935).
Ukończył studia na Akademii Górniczo-Hutniczej w Krakowie uzyskując stopień magistra inżyniera metalurga.

## Ordery i odznaczenia
- Srebrny Krzyż Zasługi (19 marca 1931)[6]